# Michele Monti
Michele Monti (* 5. Juni 1970 in Rosignano Marittimo; † 8. Dezember 2018 in Rom) war ein  italienischer Judoka. Er war Weltmeisterschaftsdritter 1997 und Europameisterschaftsdritter 2004.

## Sportliche Karriere
Der 1,80 m große Michele Monti kämpfte bis 2000 meist im Mittelgewicht, der Gewichtsklasse bis 86 Kilogramm, bzw. ab 1997 bis 90 Kilogramm. 1993 nahm er an den Europameisterschaften in Athen teil, schied aber in seinem Auftaktkampf gegen den Litauer Algimantas Merkevičius aus. Drei Jahre später trat er bei den Europameisterschaften 1996 zu drei Kämpfen an, von denen er allerdings zwei verlor. Seinen ersten internationalen Erfolg feierte Monti bei den Mittelmeerspielen 1997 in Bari mit einem Finalsieg über den Franzosen Stèphane Nomis. Dreieinhalb Monate später fanden in Paris die Weltmeisterschaften 1997 statt. Monti unterlag in seinem ersten Kampf dem Litauer Merkevičius. Mit vier Siegen in der Hoffnungsrunde erreichte Monti den Kampf um eine Bronzemedaille, den er gegen den Ukrainer Ruslan Maschurenko gewann. 1998 erkämpfte Monti eine Bronzemedaille bei den Weltmeisterschaften der Studierenden. Im März 2000 siegte Monti beim Weltcup-Turnier in Budapest. Bei den Europameisterschaften 2000 schied er in der ersten Runde gegen Ruslan Maschurenko aus. Auch bei den Olympischen Spielen 2000 in Sydney blieb sein Auftaktkampf gegen den Argentinier Eduardo Costa sein einziger Auftritt.
2001 wechselte Monti endgültig ins Halbschwergewicht, die Gewichtsklasse bis 100 Kilogramm. Bei den Mittelmeerspielen 2001 in Tunis gewann er eine Bronzemedaille. 2002 belegte er den dritten Platz bei den Super-Weltcupturnieren in Moskau und in Paris. Im Oktober 2002 wurde er in Peking Militärweltmeister. Bei den Weltmeisterschaften 2003 in Osaka unterlag er erst im Halbfinale dem Franzosen Ghislain Lemaire, anschließend unterlag er im Kampf um Bronze dem Brasilianer Mario Sabino. 2004 verlor er im Viertelfinale der Europameisterschaften in Bukarest gegen den Israeli Ariel Zeevi. Mit zwei Siegen in der Hoffnungsrunde erreichte Monti den Kampf um Bronze, den er gegen den Deutschen Michael Jurack gewann. Bei den Olympischen Spielen in Athen bezwang er zum Auftakt den Kanadier Nicolas Gill und schied dann im Achtelfinale gegen Ariel Zeevi aus. Zum Abschluss seiner aktiven Laufbahn belegte Monti 2005 noch einmal den siebten Platz bei den Europameisterschaften.
Michele Monti kämpfte für Fiamme Gialle, die Sportabteilung der Guardia di Finanza. Er starb im Alter von 48 Jahren bei einem Verkehrsunfall.

## Italienische Meistertitel
Michele Monti gewann sechs italienische Meistertitel:
- Mittelgewicht: 1993, 1994, 1999
- Halbschwergewicht: 1997, 2001, 2005